# Емил или о васпитању
Емил или о васпитању (фр. Émile, ou De l’éducation) дело је француског филозофа и писца Жана Жака Русоа, написано 1762. године, које чини пет идејно и тематски чврсто спојених књига у коме је аутор опширно изложио своје мисли о проблемима васпитања.
Главни лик у овом делу је Емил, дечак чије се васпитање прати кроз одрастање на селу, у природној околини, далеко од градског света.

## Историја
Русо је своје дело Émile, ou De l’éducation писао много година, а било је издато 27. маја а већ 7. јуна 1762. године Сорбона га је јавно осудила.
Русоова напредна и радикална схватања у Емилу су потпуно открила заблуде и лажи верског и тадашњег друштвеног васпитања што је изазвало прогоне Русоа од тадашњих државних и црквених власти. Сорбона је забранила Емила. Парламент је донео одлуку о његовом спањивању и наредио прогон писца. Русо је умакао, али за њега није било више мира. Емил је свуда био осуђен, а његов писац свуда прогоњен, у Берну, Холандији, па чак у Русоовој родној Женеви, која се пре тога извесно време поносила својим грађанином. 
Русо у Емилу критикује феудални систем и застареле концепције васпитања и, с новим погледом, даје целовиту слику сложеног васпитног процеса. И поред разумљиве ограничености, Емил у целини обилује драгоценим педагошким идејама. Стога није погрешно сматрати га богатим извором вредног културног блага, снажним врелом из којег је каснија педагогија, и као теорија, и као пракса, црпела корисне инспирације за свој стваралачки развој.
Емил је првобитно био написан као кратка расправа, али је овај предмет повукао писца против своје воље, и расправа је мало по мало постала нека врста дела које је несумњиво, превелико с обзиром на садржај али премало с обзиром на предмет о коме се овде расправља.

## Структура књиге
Емил има четири књиге а пета књига је накндадно штампана.
Ово дело је препуно мислима и цитатима који се често могу чути када се говори о васпитању. 
Садржај овог великог дела огледа се у методама и задацима идеалног васпитања природног човека. У само дело Русо се много унео и посветио, врло субјективно писао, па многи сматрају да је Емил приказ самог Русоа, тј. његове супротности.
Роман нема посебну акцију, све време се говори о васпитању дечака под специфичним и посебним условима у циљу да се дечак васпита природно као слободан човек. Русо жели да створи савршеног ученика, отвара своју машту и ствара Емила као једног таквог. Емил би одударао од нормалног човека тог доба, а и данашњег, али Русо је желео да, насупрот својим неидеалима, створи неког без мана колико год то било нереално за стварност. 
Међутим, Русо је ово дело писао с циљем да норме које су у то време биле заступљене сруши и нађе оптимално решење. У делу Русо веома конкретизовано пише своје методе васпитања. 

## Русоова инспирација за дело
У своме Емилу Жан Жак се отворио вековима који долазе, јер је страсно и жестоко постављао питање модерног друштва и модерног човека. У тој светлости треба гледати Русоово целокупно дело, не само Емила јер тај природни човек кога он тражи у неким исконским временима, јесте у ствари нови човек кога рађа Ренесанса и будуће време. Такав Емил се рађао и препорађао у Русоово време, а у модерно време то је идеал и модел новог васпитаника и новог човека у потпуно другачијим условима.
Русоово дело Емил извршило је конкретан и практичан утицај на самог човека и на промену тадашњег друштва. Његов значај, далеко је изнад просветитељства превазилази границе филозофије, он није само крај просветитељства, него је почетак једне нове епохе у историји културе. У том смислу је и Емил нови васпитаник, који мора да развије на свој начин све врсте моћи, својих моћи од осећања до ума. Моћи Емилове су од срца до ума и све се то мора образовати, васпитати и постати целина људског бића. У том срцу осећајности, инспирацији јесте случајност и нужност остваривања људског ума, и једно и друго су природне моћи људи који их требају развити и оживети. Емил доноси једно ново питање, питање о новом васпитанику, о новом човеку, које решавају више од осамнаестог века, деветнаести и двадесети век, јер се оно поставља у оштријем светлу, пошто су се решила многа друштвена питања, а човек као индивидуално, слободно биће и даље остаје велика загонетка људске цивилизације и људског сазнања.
Зашто Емил данас, поред толиких нових учења и теорија, које на модернији, научнији начин третирају васпитаника и остваривање човека. Питање које је мисли се битно, само дотле, док не прочитамо пажљиво Емила и не уочимо да су све идеје данашњег модерног човека дате у том делу: једнакост, индивидуалност, прилагођавање васпитања и образовања особинама и способностима васпитаника, тежња ка слободи, критика друштвених норми и закона, који спречавају слободан развој човека, остваривање свих особина и способности човека. Све те идеје су у извандредном писању Жан Жак Русоа које је живо осећајно и умно.

## Софија или жена
Жан Жак Русо је мислилац који полази од природне, репродуктивно-функционалне разлике међу половима, да би оправдао њихове различите улоге и карактере. За само одређење жене, Русоу је потребан мушкарац, Софија је жена, као што је Емил човек и створена је да му се свиди. Мушкарац је само привидно господар, у суштини је жена та која господари над њиме својом благошћу, лепотом, врлином и лукавошћу. Жене су на власти зато што природа тако хоће, само што оне не владају директно, већ индиректно. Русо замишља комплементаран однос допуњавања између жене и мушкарца, али не и равноправан, жена је инфериорно, зависно биће, чак и у својој надмоћи над мушкарцем, коју не стиче правичним начином, већ служећи се манипулацијом.
У складу са његовим уверењем о женској природи у делу Софија или жена даје предлоге о женском васпитању. Софија је представљена као Емилова другарица. Описује Софију као модел идеалне жене како би требало да изгледа и у погледу особина које би требало да поседује.